# Affaire Kress contre France
L'arrêt Kress contre France (Requête n°39594/98), rendu le 7 juin 2001 par la Cour européenne des droits de l'homme, est relatif à la place du commissaire du gouvernement (actuellement nommé rapporteur public) dans le Conseil d'État français.

## Faits de l'espèce
Madame Kress a subi une intervention chirurgicale gynécologique aux Hospices Civils de Strasbourg (personne publique), mais elle fut victime dès son réveil de nombreux troubles, et fut à terme atteinte d'une invalidité de 90 %.

## Procédure en droit interne
Elle décida alors de saisir le président du tribunal administratif de Strasbourg afin de demander une expertise. Cette expertise a conclu à l'absence d'erreur médicale. Par la suite, elle introduisit une requête devant le tribunal administratif de Strasbourg pour obtenir réparation de son préjudice. Elle obtint 5 000 francs français pour l'indemnisation de son préjudice.
Elle interjeta alors appel de la décision devant la Cour administrative d'appel de Nancy qui rejeta toutes ses demandes.
Elle forma alors un pourvoi en cassation devant le Conseil d'État sur le fondement d'un arrêt du conseil d'État intervenu entre-temps le 9 avril 1993, Bianchi qui reconnaissait la responsabilité sans faute en matière hospitalière aux aléas thérapeutiques. Le Conseil d'État n'a pas accueilli le moyen, au motif que la Cour administrative d'appel de Nancy avait apprécié souverainement les faits, et n'avait pas déterminé même sans faute une responsabilité du centre hospitalier.

## Procédure devant la Cour européenne des droits de l'homme
Madame Kress porte alors une requête contre la République française devant la Cour européenne des droits de l'homme (CEDH) sur le fondement d'une part de l'article 6 §1 de la Convention européenne des droits de l'homme en ce que la procédure avait atteint une durée excessive (Saisie du tribunal en référé en désignation d'expert le 27 mai 1986 - arrêt de Cassation rendu le 30 juillet 1997); d'autre part de l'article 6 de la convention en ce qu'elle n'avait pas bénéficié d'un procès équitable, en raison de l'impossibilité d'obtenir préalablement à l'audience communication des conclusions du commissaire du gouvernement et de pouvoir y répliquer à l'audience, ainsi que de la participation du commissaire du gouvernement au délibéré du Conseil d’État.

## Solution rendue par la CEDH

### Sur la violation alléguée de l'article 6§1 de la CEDH au regard de l'équité de la procédure
La CEDH indique qu'il importe de répondre à deux questions, la première sur la communication des conclusions du commissaire du gouvernement avant l'audience, ainsi que la possibilité d'y répondre et la participation du commissaire du gouvernement aux délibérés.
La CEDH rappelle que de nombreux pays ont été condamnés pour des faits similaires, mais qu'aucun ne concernait les juridictions administratives. Pour le gouvernement français, les juridictions sont par leur histoire et leur fonctionnement différentes des autres juridictions européennes et qu'aucune analogie ne peut être faite. La Cour reconnaît la présence de spécificités dans les juridictions administratives françaises. Mais elle indique que cela n'a pas pour effet de justifier les manquements aux règles du droit européen.

#### La non-communication préalable des conclusions du commissaire du Gouvernement et l'impossibilité d'y répondre à l'audience
La CEDH estime que la procédure suivie devant le Conseil d'État offre suffisamment de garanties au justiciable et qu'aucun problème ne se pose sous l'angle du droit à un procès équitable pour ce qui est du respect du contradictoire. Car les parties peuvent demander au commissaire le sens de ses conclusions et ils ont la possibilité de répliquer par une note en délibéré, aux conclusions du commissaire du gouvernement, ce qui participe au principe du contradictoire. Et qu'au cas où le commissaire du gouvernement invoquerait oralement lors de l'audience un moyen non soulevé par les parties, le président de la formation de jugement ajournerait l'affaire pour permettre aux parties d'en débattre.

#### La présence du commissaire du Gouvernement au délibéré du Conseil d'État
« Pour le gouvernement, le commissaire est un membre de la formation de jugement, donc sa présence est entièrement justifiée aux délibérés. Sauf que pour la Cour, le commissaire du gouvernement n'a pas le droit de vote, il n'est donc pas un juge à part entière. De plus, il semble difficile d'admettre qu'une partie des juges est libre et l'autre assiste aux délibérés sans donner son opinion. Et quand bien même il garderait son opinion lors des délibérés, tout justiciable moyen peut légitimement croire en la partialité du commissaire du gouvernement. Dans la lignée de sa jurisprudence précédente, la CEDH affirme qu'il y a eu violation de l'article 6§1 de la Convention, "du fait de la participation du commissaire du Gouvernement au délibéré de la formation de jugement. »

### Sur la violation alléguée de l'article 6§1 de la Convention quant à la durée de la procédure
La CEDH estime qu'il y a lieu de prendre en considération la période allant de la demande d'indemnisation aux Hospices Civils de Strasbourg, qui s'entend au 22 juin 1987, au prononcé de l'arrêt par le Conseil d'Etat le 30 juillet 1997, soit 10 ans, un mois et huit jours plus tard.
Elle ajoute que cette affaire ne présentait pas de difficulté particulière, et ainsi rien ne justifiait un délai si long. Il est avéré qu'il y a eu des retards importants qui méconnaissent l'article 6§1 de la CEDH fixant le principe du « délai raisonnable ».